# 遠藤勝代
遠藤 勝代（えんどう かつよ、1962年8月31日  - ）は、日本の声優。マウスプロモーション所属。 神奈川県出身。

## 経歴
東京アナウンスアカデミー声優科、江崎プロダクション附属養成所を経て、1990年から江崎プロダクション（現：マウスプロモーション）に所属。

## 人物
声優としてテレビアニメ、外画吹き替えを中心に活躍。
かわいらしい声が魅力的。

## 出演
太字はメインキャラクター。

### テレビアニメ
1986年
- おねがい!サミアどん

1988年
- ハーイあっこです

1989年
- らんま1/2 熱闘編

1992年
- 姫ちゃんのリボン（森愛美、オーガスタ）

1993年
- クッキングパパ（少年）
- 幽☆遊☆白書（1993年 - 1994年、樹里）

1994年
- 魔法陣グルグル（エクール）

1995年
- 鬼神童子ZENKI（あやめ）

1996年
- 天空のエスカフローネ（生徒C）

1997年
- 超魔神英雄伝ワタル（カレン）

1999年
- イソップワールド（ラビ）

2000年
- だぁ!だぁ!だぁ!（水野先生）
- ニャニがニャンだー ニャンダーかめん（チビガエル）

### OVA
- 世界名作童話全集（1988年、アリス、娘2）
- 堕靡泥の星（1989年）
- ダーティペア FLASH（1994年、リリィ）

### 劇場アニメ
- 紅の豚（1992年）

### Webアニメ
- マウスどうぶつえん

### ゲーム
- 制服伝説プリティ・ファイターX（1995年、土屋登喜子）
- エクサレギウス（1998年、クリス）
- クリックメディック（1999年、綾部由美）
- 幽☆遊☆白書FOREVER（2005年、樹里）
- THE BATTLE OF 幽☆遊☆白書 〜死闘!暗黒武術会〜 120%フルパワー（2007年、樹里）
- 幽☆遊☆白書 100％本気バトル（2019年、樹里）

### 吹き替え

#### 映画
- アパッチ
- 今ひとたび
- 危険な関係
- 奇跡の旅（ホープ〈ヴェロニカ・ローレン〉）
- キンダガートン・コップ
- 激流
- コナン・ザ・グレート ※日本テレビ版
- シェーン ※テレビ東京版
- ジキル博士はミス・ハイド
- 天国の約束
- ドッグ・イン・パラダイス（トム〈サルヴァトーレ・カシオ〉）
- ベイブ（子犬）
- ホーム・アローン
- マイホーム・コマンドー
- ミュージック・オブ・ハート（デショーン）

#### ドラマ
- サンタバーバラ（リリー）
- ピケット・フェンス（ザック・ブロック〈アダム・ウィリー〉）
- フルハウス
- 愉快なシーバー家（ローラ・リン）

#### テレビ番組
- テレタビーズ（ポー）

#### 海外アニメ
- チップとデールの大作戦
- パーシーとどうぶつたち
- バッグス・バニー
- ひとりぼっちのショーン（ケイト・ザック）
- ダックテイル（ウェビー・ヴァンダークワック）
  - ダックテイル・ザ・ムービー/失われた魔法のランプ

### その他コンテンツ
- 進研ゼミ小学講座（ラッキー）